# Rivière noire (groupe)
Pour les articles homonymes, voir Rivière Noire.
Rivière noire est un groupe musical franco-brésilien. 

## Histoire
Le groupe est composé initialement d'Orlando Morais (chant et composition), Pascal Danaë (chant et guitare) et Jean Lamoot (basse et réalisation artistique). En 2018, Pascal Danaë quitte le groupe pour se consacrer à son projet Delgres.

## Récompenses
- 2015 :  « Album de musiques du monde de l'année » (30e cérémonie des Victoires de la musique[1])
- 2016 : « Album de musiques du monde » (prix de la presse en Allemagne)

## Discographie

### Albums studio
- 2014 : Rivière noire

### EP
- 2012 : Bate Longe